# オスマン語のアラビア文字
オスマン語のアラビア文字は、1928年12月1日に廃止されラテン文字ベースの現代トルコ語アルファベットに置き換えられるまで、オスマン帝国（およびトルコ共和国最初期）にオスマン語の表記に使用されていた、アラビア文字（ペルシア文字）である。
オスマン語は主にこの文字で書かれたが、非イスラム教徒のオスマン帝国の臣民は、アルメニア文字・ギリシア文字・ラテン文字・ヘブライ文字を含む他の文字で書くこともあった。

## 歴史
歴史上トルコ語は、アラビア文字・キリル文字・ギリシア文字・ラテン文字・その他の表記体系を含む様々な文字で書かれてきた。
最も古いトルコ語の表記体系は、突厥文字である。その後、トルコ人がイスラム教を取り入れると、カラハン朝の時代にはアラビア文字を使い始めた。セルジューク朝はペルシア語を公用語としていたが、セルジューク朝後期にはアナトリアで再びトルコ語が書かれ始めた。
オスマン語のアラビア文字はペルシア・アラビア文字の一形態であり、oとuの区別ができないなどという欠点はあるものの、それ以外の点では、ペルシア語やアラビア語よりもトルコ語の語彙の表記に適していた。トルコ語の語彙はすべての母音が示され、綴りには体系的な規則があり、暗記の必要がほとんどなかった。一方、オスマン語のアラビア文字はアラビア語・ペルシア語からの借用語には適していなかった。これらの借用語は母音が省略されるため、読みづらく、暗記が必要になった。また、アラビア語のアラビア文字にはトルコ語に存在しない子音がいくつかあり、それによってトルコ語では使わないアラビア文字が多数含まれてしまった。
19世紀に電信と印刷機が導入されたことにより、アラビア文字のさらなる弱点が明らかになった。
トルコの改革者の中には、アタテュルクの改革よりかなり前からラテン文字を推進していたものもいた。例えば、1862年、改革の初期段階ではメフメド・タヒル・ミュニフ・パシャはアルファベットのラテン文字の改革を提唱した。20世紀初頭には、青年トルコ人運動に関連する数人の作家が同様の提案をした。

エンヴェル・パシャのHurûf-ı munfasıla一覧

1917年、エンヴェル・パシャはトルコ語の音をより正確に表すHurûf-ı munfasılaを導入し、一時期、陸軍の公式文字であった。これはアラビア文字の形に基づいているが、文字同士を繋げず別々に書かれていた。
ラテン文字化の問題はトルコ共和国のイズミル経済会議で再び取り上げられ、数年にわたって続く公開討論を引き起こした。アラビア文字からの離脱は保守派と宗教派から強く反対された。アラビア文字のラテン文字化はトルコをイスラム世界全体から切り離し、宗教共同体の国民的アイデンティティをヨーロッパのものに置き換えることになると主張された。
1926年、ソビエト連邦のトルコ系共和国がラテン文字を採用し、トルコの革命に大きな影響を与えた。
1928年、オスマン語のアラビア文字はラテン文字をベースとしたトルコ語アルファベットに置き換えられ、1929年にはすべての公共通信においてその使用が義務付けられた。この変更はトルコ語アルファベットの採用と実施に関する法律によって正式に制定され、1928年11月1日に可決され、1929年1月1日に発効した。

## 特徴
文字の順序は基本的にペルシア文字に等しいが、/ŋ/ （現代トルコ語では n に合流）を表すための文字が追加されている。しかし、実際には /k ɡ ŋ/ は区別されずにすべて ﻙ と書かれるのが普通だった。またك が /v ğ/ を表すことがある。前者は歴史的に発音が変化したもの。後者は子音変化によって起こるものである。
<例> 
1. دوكمك (dövmek)
2. اكمكى (ekmek → ekmeği)

歴史的に発音が変化したものとしてطは /d/ と発音することがある。
アラビア語にあってオスマン語にない音は別の音で読むため、同じ音を表す子音がいくつかある。そのうち t s k g については、前舌母音 e i ö ü の前で ت س ك ﮒ を、奥舌母音 a ı o u の前で ط ص ق غ を使用することが多い。これによって母音が表記されていなくても推定は容易になる。

## 文字
| 独立形 | 語末形 | 語中形 | 語頭形 | 文字の名称     | 現代トルコ語転写 | IPA           |
| ------ | ------ | ------ | ------ | -------------- | ---------------- | ------------- |
| ﺍ      | ﺎ      | —      | —      | elif           | a, e             | æ, e, —, (ʔ)  |
| ﺀ      | —      | —      | —      | hemze          | —, '             | —, ʔ          |
| ﺏ      | ﺐ      | ﺒ      | ﺑ      | be             | b                | b (p)         |
| ﭖ      | ﭗ      | ﭙ      | ﭘ      | pe             | p                | p             |
| ﺕ      | ﺖ      | ﺘ      | ﺗ      | te             | t                | t             |
| ﺙ      | ﺚ      | ﺜ      | ﺛ      | se             | s                | s             |
| ﺝ      | ﺞ      | ﺠ      | ﺟ      | cim            | c                | d͡ʒ            |
| ﭺ      | ﭻ      | ﭽ      | ﭼ      | çim            | ç                | t͡ʃ            |
| ﺡ      | ﺢ      | ﺤ      | ﺣ      | ha             | h                | h             |
| ﺥ      | ﺦ      | ﺨ      | ﺧ      | hı             | h                | x             |
| ﺩ      | ﺪ      | —      | —      | dal            | d                | d             |
| ﺫ      | ﺬ      | —      | —      | zel            | z                | z             |
| ﺭ      | ﺮ      | —      | —      | re             | r                | ɾ             |
| ﺯ      | ﺰ      | —      | —      | ze             | z                | z             |
| ﮊ      | ﮋ      | —      | —      | je             | j                | ʒ             |
| ﺱ      | ﺲ      | ﺴ      | ﺳ      | sin            | s                | s             |
| ﺵ      | ﺶ      | ﺸ      | ﺷ      | şın            | ş                | ʃ             |
| ﺹ      | ﺺ      | ﺼ      | ﺻ      | sat, sad       | s                | s             |
| ﺽ      | ﺾ      | ﻀ      | ﺿ      | dat, dad       | d,z              | z (d)         |
| ﻁ      | ﻂ      | ﻄ      | ﻃ      | tı             | t                | t (d)         |
| ﻅ      | ﻆ      | ﻈ      | ﻇ      | zı             | z                | z             |
| ﻉ      | ﻊ      | ﻌ      | ﻋ      | ayın           | ', —             | —, ʔ          |
| ﻍ      | ﻎ      | ﻐ      | ﻏ      | gayın          | g, ğ             | ɣ, (v)        |
| ﻑ      | ﻒ      | ﻔ      | ﻓ      | fe             | f                | f             |
| ﻕ      | ﻖ      | ﻘ      | ﻗ      | kaf            | k                | q             |
| ﻙ      | ﻚ      | ﻜ      | ﻛ      | kef            | k, g, ğ, n       | k             |
| ﮒ      | ﮓ      | ﮕ      | ﮔ      | gef¹           | g, ğ, (v)        | g, j, (v)     |
| ﯓ      | ﯔ      | ﯖ      | ﯕ      | nef, sağır kef | n                | ŋ             |
| ﻝ      | ﻞ      | ﻠ      | ﻟ      | lam            | l                | l             |
| ﻡ      | ﻢ      | ﻤ      | ﻣ      | mim            | m                | m             |
| ﻥ      | ﻦ      | ﻨ      | ﻧ      | nun            | n                | n             |
| ﻭ      | ﻮ      | —      | —      | vav            | v, o, ö, u, ü    | v, o, œ, u, y |
| ﻩ      | ﻪ      | ﻬ      | ﻫ      | he             | h, e, a          | h, æ, e, (t)  |
| ﻯ      | ﻰ      | ﻴ      | ﻳ      | ye             | y, ı, i          | j, ɯ, i       |

1オスマン語本来のgef の字形はﻙと二重線のあるگである。この字形は現在のフォントでは稀である。

## 書体

### ディワーニー体

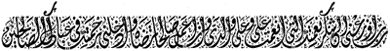
ディワーニー体の例

ディワーニー体は、オスマン帝国初期（16世紀～17世紀初頭）に開発された書体である。スレイマン一世の治世で人気が最高潮に達した。この書体のルールは誰もが知っているわけではなく、達人と少数の優秀な生徒に限られていた。ディワーニー体は法令・寄付金・決議などを書くときに使われた。また、複雑な書体の印章であるトゥグラで飾られたディワーニー体は、スルターンとオスマン帝国の権威を表していた。

### ムハッカク体
ムハッカク体は、当初はごく少数の粘土板と一部のバスマラ、そしてムハンマドの名前の表記にのみ使用されていたが、16世紀以降はほとんど使用されなくなった。

### ナスフ体
ナスフ体はスルス体から派生して生まれた書体であり、より小さく優美な書体を求めて開発された実用的な書体である。これは特にオスマン帝国の写本・コーラン・科学書の複製などに使われた。また、現代アラビア語では最も一般的な書体として使われているため、インターネットや近現代の書籍でオスマン語を扱う際に使われることが多い。

### ルクア体
ルクア体は明快で可読性が高く、日常生活の手書きにおいて最も簡便に利用されていた書体である。ルクア体は、現代トルコでは「オスマン書体」として知られており、オスマン帝国時代に作成された文書の大部分がルクア体を用いている。書法の簡便さから、ルクア体はオスマン帝国において最も一般的な書体であった。

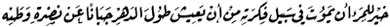
ルクア体の例

### タウキ体
タウキ体は、スルス体を簡略化して作られた書体であり、主にオスマン帝国の公式文書などに用いられた。

### ナスタアリーク体
ナスタアリーク体はもともとペルシアを中心に使われていた書体であり、オスマン帝国ではペルシア風の詩などを書いたりするときに用いられた。

## 他の文字体系
アラビア文字はイスラム教と結びつけられていたため、非イスラム教徒はオスマン語を書くために他の文字体系を使用することがあった。
オスマン帝国で書かれた最初の小説は、ヴァルタン・パシャがアルメニア文字で書いた「アカビの物語」（1851年）である。同様にアルメニア人のドゥジアン家がアブデュルメジト1世の治世中にオスマン帝国の造幣局を管理していた時、オスマン語をアルメニア文字で書いていた。
ギリシア文字とヘブライ文字は、ギリシャ人・ユダヤ人などによって使われた。

## 数字
オスマン語ではインド数字に基づく数字が用いられた。多少ペルシャ語での数字表記と異なる。 
| アラビア文字 | 算用数字 | オスマン語 | 現代トルコ語 |
| ------------ | -------- | ---------- | ------------ |
| ٠‎            | 0        | صفر        | sıfır        |
| ١‎            | 1        | بر         | bir          |
| ٢‎            | 2        | ایكی       | iki          |
| ٣‎            | 3        | اوچ        | üç           |
| ٤‎            | 4        | درت        | dört         |
| ٥‎            | 5        | بش         | beş          |
| ٦‎            | 6        | آلتی       | altı         |
| ٧‎            | 7        | یدی        | yedi         |
| ٨‎            | 8        | سكز        | sekiz        |
| ٩‎            | 9        | طوقوز      | dokuz        |
| ١٠‎           | 10       | اون        | on           |
| ١٠٠‎          | 100      | يوز        | yüz          |
| ١٠٠٠‎         | 1000     | بن         | bin          |